# Кюль-Сірма
Кюль-Сі́рма (рос. Кюль-Сирма, чув. Кӳл-Çырма) — присілок у складі Красноармійського району Чувашії, Росія. Входить до складу Пікшицького сільського поселення.
Населення — 93 особи (2010; 101 у 2002).
Національний склад:
- чуваші — 98 %